# Groovy Hate Fuck (Feel Good About Your Body)
Groovy Hate Fuck (Feel Good About Your Body) è il primo album raccolta dei Pussy Galore, pubblicato nel 1987.
Esso contiene brani tratti dai primi tre EP.

## Tracce
1. Teen Pussy Power (da Groovy Hate Fuck) - 2:16
2. You Look Like a Jew (da Groovy Hate Fuck) - 1:44
3. Cunt Tease (da Groovy Hate Fuck) - 1:51
4. Just Wanna Die (da Groovy Hate Fuck) - 2:03
5. Constant Pain (da Feel Good About Your Body) - 1:53
6. Pretty Fuck Look (da Pussy Gold 5000) - 1:20
7. Spin Out (da Pussy Gold 5000) - 1:28
8. No Count (da Pussy Gold 5000) - 0:30
9. HC Rebellion (da Feel Good About Your Body) - 2:49
10. Get Out (da Pussy Gold 5000) - 2:09
11. Die Bitch (da Feel Good About Your Body) 2:46
12. Dead Meat (da Groovy Hate Fuck) - 2:26
13. Kill Yourself (da Groovy Hate Fuck) - 3:00
14. Asshole (da Groovy Hate Fuck) - 2:41

## Formazione
- Jon Spencer - voce, chitarra
- Julie Cafritz - chitarra
- Neil Hagerty - chitarra
- Cristina Martinez - chitarra
- John Hammill - batteria
- Bob Bert - batteria